# Eldama Ravine
Eldama Ravine est une ville du Kenya située dans le comté de Baringo.
La ville compte 21 385 habitants en 2019.

## Personnalités
Matthew Birir (1972-), champion olympique du 3000 m steeple en 1992.